# Konrad z Eberbachu
Konrad z Eberbachu († 18. září 1221 klášter Eberbach) byl cisterciácký opat a spisovatel.

## Život
Konrad se narodil neznámo kde a neznámo kdy. Jisté je, že v letech 1168–1193 byl mnichem ve francouzském klášteře v Clairvaux, odkud přešel do německého kláštera Eberbach. Eberbašští cisterciáci jej v roce 1221 zvolili svým opatem. V této funkci však dlouho nesetrval. Ještě téhož roku v klášteře zemřel a byl zde pohřben. Více o jeho životě není známo.
Konradovi je tradičně připisováno autorství šestisvazkového spisu Exordium magnum Cisterciense, který shrnuje základní inormace o cisterciáckém řádu.